# Golfingia lagensis
Golfingia lagensis är en stjärnmaskart som först beskrevs av W. Fischer 1895.  Golfingia lagensis ingår i släktet Golfingia och familjen Golfingiidae. Inga underarter finns listade i Catalogue of Life.